# زمین‌لرزه ۱۹۶۵ دریای سرام
زمین‌لرزه دریای سرام  در تاریخ ۲۴ ژانویه ۱۹۶۵ میلادی، برابر با ‎۴ بهمن ۱۳۴۳، ساعت ۰:۱۱:۱۷ به زمان یوتی‌سی در اندونزی ، منطقه دریای سرام رخ داد. ژرفای این زلزله ۲۸٫۶ کیلومتر بود. بزرگی آن ۸٫۲ در مقیاس Mw اعلام شده‌است. زمین‌لرزه به وقت محلی در روز یکشنبه، ساعت ۹ روی داده و منطقه زمانی آن یوتی‌سی +۹ بوده‌است .
سازمان زمین‌شناسی آمریکا نیز جای این زمین‌لرزه را در مختصات ۲°۲۴′جنوبی ۱۲۶°۰۶′شرقی / ۲٫۴°جنوبی ۱۲۶٫۱°شرقی و بزرگی آنرا برابر با ۷٫۶ در مقیاس ریشتر اعلام کرده‌است. ژرفای گزارش شده از سوی این سازمان ۶ کیلومتر می‌باشد.
سونامی نیز در این زلزله گزارش شده‌است.